# HD 11506
Désignations
HD 11506 est une étoile naine jaune de la constellation de la Baleine. Avec une magnitude apparente de 7,51, elle n'est pas visible à l'œil nu mais peut être observée à l'aide de jumelles ou d'un petit télescope. D'après la mesure de sa parallaxe annuelle par le satellite Gaia, l'étoile est distante de ∼ 167 a.l. (∼ 51,2 pc) de la Terre. Elle s'en rapproche à une vitesse radiale héliocentrique de −7,5 km/s. Sa magnitude absolue est de 3,94.

## Propriétés
HD 11506 est une étoile naine jaune ordinaire de type spectral G0V, qui génère son énergie par la fusion de l'hydrogène dans son noyau. Elle est âgée autour de 2,5 milliards d'années et elle est 1,22 fois plus massive que le Soleil. Elle tourne sur elle-même à une vitesse de rotation projetée de 5,5 km/s, et il lui faut environ 15 jours pour compléter une rotation. Le rayon de l'étoile est 6 % plus grand que le rayon solaire, elle est 17 % plus lumineuse que le Soleil et sa température de surface est de 6 123 K. Son spectre montre un enrichissement marqué en éléments plus lourds que l'hélium — ce que les astronomes désignent comme la métallicité —, avec une abondance en fer qui est deux fois supérieure à l'abondance solaire.

## Système planétaire
Une première planète superjovienne, HD 11506 b, a été découverte gravitant autour de l'étoile par le Consortium N2K selon la méthode des vitesses radiales. Cette planète a été annoncée par Debra Fischer aux États-Unis en 2007. En 2009, l'existence d'une deuxième planète, HD 11506 c, a été révélée en utilisant la méthode de l'inférence bayésienne sur les données d'origine. Mais en 2015, si de nouvelles données de vitesses radiales ont bien confirmé cette nouvelle planète, ses paramètres étaient significativement différents ce ceux qui avaient été déterminés par l'analyse bayésienne. Une tendance linéaire supplémentaire était visible dans les données de vitesses radiales, indiquant la présence d'un compagnon planétaire ou stellaire sur une orbite à longue période.
En 2022, la présence d'un troisième corps en orbite, HD 11506 d, est confirmée, et la masse et l'inclinaison de HD 11506 b et d ont pu être mesurées directement par astrométrie. Une étude de 2024 confirme également l'existence de HD 11506 d, mais avec une orbite significativement plus lointaine et avec une masse supérieure à ce qui avait été précédemment estimé. Cet objet orbite ainsi autour de l'étoile selon une période orbitale d'environ 73 ans, et il est autour de 13 fois plus massif que Jupiter, ce qui le place à la limite conventionnelle entre les objets de masse planétaire et les naines brunes.
| Planète | Masse            | Demi-grand axe (ua) | Période orbitale (jours) | Excentricité    | Inclinaison | Rayon |
| ------- | ---------------- | ------------------- | ------------------------ | --------------- | ----------- | ----- |
| c       | ≥0,40 ± 0,02 MJ  | 0,771 ± 0,004       | 223,92 ± 0,37            | 0,228 ± 0,054   |             |       |
| b       | 4,80 ± 0,08 MJ   | 2,885 ± 0,016       | 1 617,7 ± 1,9            | 0,379 ± 0,009   | 13+23 −53°  |       |
| d       | 12,8+0,6 −0,5 MJ | 18,20+0,06 −0,09    | 26 517+256 −292          | 0,29+0,02 −0,03 | 90+6 −5°    |       |